# Tour de Tailandia 2019
La 14.ª edición del Tour de Tailandia (oficialmente: The Princess Maha Chakri Sirindhorn's Cup "Tour of Thailand") se celebró entre el 1 y el 6 de abril de 2019 con inicio en la ciudad de Phitsanuloke y final en la ciudad de Chiang Mai en Tailandia. El recorrido constó de un total de 6 etapas sobre una distancia total de 974,8 km.
La carrera hizo parte del circuito UCI Asia Tour 2019 dentro de la categoría 2.1. El vencedor final fue el australiano Ryan Cavanagh del St George Continental seguido del español Marcos García del Kinan y el francés Thomas Lebas también del Kinan.

## Equipos participantes
Tomaron la partida un total de 20 equipos, de los cuales 1 fue de categoría Profesional Continental, 14 de categoría Continental y 5 selecciones nacionales, quienes conformaron un pelotón de 117 ciclistas de los cuales terminaron 87. Los equipos participantes fueron:
| Equipo continental profesional- Nippo Vini Fantini Faizanè Equipos continentales (14)- 7 Eleven Cliqq-air21 by Roadbike Philippines - Drapac-Cannondale Holistic Development - Hengxiang - Interpro Cycling Academy - KFC Cycling Team - Kinan Cycling Team - LX Cycling Team - Seoul Cycling Team - St George Continental Cycling Team - Team Sauerland NRW p/b SKS GERMANY - Terengganu Inc-TSG Cycling Team - Thailand Continental - Team Ukyo - Vino-Astana Motors Equipos nacionales (5)- Malasia - Singapur - China Taipéi - Tailandia - Uzbekistán |
| |

## Recorrido
| Etapa     | Fecha    | Recorrido                                   | type                   | Distancia (km) | Ganador               | Líder            |
| --------- | -------- | ------------------------------------------- | ---------------------- | -------------- | --------------------- | ---------------- |
| 1.ª etapa | 1 de abr | Mueang Phitsanulok – Provincia de Uttaradit | etapa llana            | 166,8          | Giovanni Lonardi      | Giovanni Lonardi |
| 2.ª etapa | 2 de abr | Provincia de Uttaradit – Provincia de Nan   | etapa de media montaña | 182,5          | Park Sang-hoon        | Giovanni Lonardi |
| 3.ª etapa | 3 de abr | Provincia de Nan – Provincia de Nan         | etapa de media montaña | 199,7          | Ryan Cavanagh         | Ryan Cavanagh    |
| 4.ª etapa | 4 de abr | Provincia de Nan – Provincia de Phayao      | etapa de media montaña | 145,5          | Maral-Erdene Batmunkh | Ryan Cavanagh    |
| 5.ª etapa | 5 de abr | Provincia de Phayao – Provincia de Lampang  | etapa escarpada        | 164,3          | Sarawut Sirironnachai | Ryan Cavanagh    |
| 6.ª etapa | 6 de abr | Provincia de Lampang – Chiang Mai           | etapa escarpada        | 116            | Martin Laas           | Ryan Cavanagh    |

## Desarrollo de la carrera

### 1.ª etapa
Phitsanuloke – Uttaradit (166,8 km)
| \| Clasificación de la etapa \| Clasificación de la etapa \| Clasificación de la etapa \| Clasificación de la etapa \| Clasificación de la etapa \| \| Ciclista \| Ciclista \| Equipo \| Tiempo \| \| \| ------------------------- \| ------------------------- \| -------------------------------------------- \| ------------------------- \| ------------------------- \| \| 1.º \| Giovanni Lonardi \| Nippo-Vini Fantini-Faizanè \| 3 h 37 min 54 s \| \| \| 2.º \| Irwandie Lakasek \| Terengganu Inc-TSG Cycling Team \| + 0 s \| \| \| 3.º \| Jensen Plowright \| Drapac-Cannondale Holistic Development \| + 0 s \| \| \| 4.º \| Imerio Cima \| Nippo-Vini Fantini-Faizanè \| + 0 s \| \| \| 5.º \| Dominic Perez \| 7 Eleven Cliqq-air21 by Roadbike Philippines \| + 0 s \| \| \| 6.º \| Yasuharu Nakajima \| Kinan Cycling Team \| + 0 s \| \| \| 7.º \| Park Sang-hoon \| LX Cycling Team \| + 0 s \| \| \| 8.º \| Yuan Tang Peng \| China Taipéi \| + 0 s \| \| \| 9.º \| Kohei Yokotsuka \| Team Ukyo \| + 0 s \| \| \| 10.º \| Zheng Zhang \| Hengxiang Cycling Team \| + 0 s \| \| |                   |                                              |                 |
| |                   |                                              |                 |
| Fuente: ProCyclingStats |                   |                                              |                 |
| Clasificación de la etapa |                   |                                              |                 |
| Ciclista | Ciclista          | Equipo                                       | Tiempo          |
| 1.º | Giovanni Lonardi  | Nippo-Vini Fantini-Faizanè                   | 3 h 37 min 54 s |
| 2.º | Irwandie Lakasek  | Terengganu Inc-TSG Cycling Team              | + 0 s           |
| 3.º | Jensen Plowright  | Drapac-Cannondale Holistic Development       | + 0 s           |
| 4.º | Imerio Cima       | Nippo-Vini Fantini-Faizanè                   | + 0 s           |
| 5.º | Dominic Perez     | 7 Eleven Cliqq-air21 by Roadbike Philippines | + 0 s           |
| 6.º | Yasuharu Nakajima | Kinan Cycling Team                           | + 0 s           |
| 7.º | Park Sang-hoon    | LX Cycling Team                              | + 0 s           |
| 8.º | Yuan Tang Peng    | China Taipéi                                 | + 0 s           |
| 9.º | Kohei Yokotsuka   | Team Ukyo                                    | + 0 s           |
| 10.º | Zheng Zhang       | Hengxiang Cycling Team                       | + 0 s           |

| \| Clasificación general \| Clasificación general \| Clasificación general \| Clasificación general \| Clasificación general \| \| Ciclista \| Ciclista \| Equipo \| Tiempo \| \| \| --------------------- \| --------------------- \| -------------------------------------------- \| --------------------- \| --------------------- \| \| 1.º \| Giovanni Lonardi \| Nippo-Vini Fantini-Faizanè \| 3 h 37 min 44 s \| \| \| 2.º \| Irwandie Lakasek \| Terengganu Inc-TSG Cycling Team \| + 4 s \| \| \| 3.º \| Yuan Tang Peng \| China Taipéi \| + 4 s \| \| \| 4.º \| Jensen Plowright \| Drapac-Cannondale Holistic Development \| + 6 s \| \| \| 5.º \| Maral-Erdene Batmunkh \| Terengganu Inc-TSG Cycling Team \| + 8 s \| \| \| 6.º \| Ryan Cavanagh \| St George Continental Cycling Team \| + 8 s \| \| \| 7.º \| Imerio Cima \| Nippo-Vini Fantini-Faizanè \| + 10 s \| \| \| 8.º \| Dominic Perez \| 7 Eleven Cliqq-air21 by Roadbike Philippines \| + 10 s \| \| \| 9.º \| Yasuharu Nakajima \| Kinan Cycling Team \| + 10 s \| \| \| 10.º \| Park Sang-hoon \| LX Cycling Team \| + 10 s \| \| |                       |                                              |                 |
| |                       |                                              |                 |
| Fuente: ProCyclingStats |                       |                                              |                 |
| Clasificación general |                       |                                              |                 |
| Ciclista | Ciclista              | Equipo                                       | Tiempo          |
| 1.º | Giovanni Lonardi      | Nippo-Vini Fantini-Faizanè                   | 3 h 37 min 44 s |
| 2.º | Irwandie Lakasek      | Terengganu Inc-TSG Cycling Team              | + 4 s           |
| 3.º | Yuan Tang Peng        | China Taipéi                                 | + 4 s           |
| 4.º | Jensen Plowright      | Drapac-Cannondale Holistic Development       | + 6 s           |
| 5.º | Maral-Erdene Batmunkh | Terengganu Inc-TSG Cycling Team              | + 8 s           |
| 6.º | Ryan Cavanagh         | St George Continental Cycling Team           | + 8 s           |
| 7.º | Imerio Cima           | Nippo-Vini Fantini-Faizanè                   | + 10 s          |
| 8.º | Dominic Perez         | 7 Eleven Cliqq-air21 by Roadbike Philippines | + 10 s          |
| 9.º | Yasuharu Nakajima     | Kinan Cycling Team                           | + 10 s          |
| 10.º | Park Sang-hoon        | LX Cycling Team                              | + 10 s          |

### 2.ª etapa
Uttaradit – Nan (182,5 km)
| \| Clasificación de la etapa \| Clasificación de la etapa \| Clasificación de la etapa \| Clasificación de la etapa \| Clasificación de la etapa \| \| Ciclista \| Ciclista \| Equipo \| Tiempo \| \| \| ------------------------- \| ------------------------- \| -------------------------------------------- \| ------------------------- \| ------------------------- \| \| 1.º \| Park Sang-hoon \| LX Cycling Team \| 4 h 21 min 12 s \| \| \| 2.º \| Wang Junyong \| Hengxiang Cycling Team \| + 0 s \| \| \| 3.º \| Giovanni Lonardi \| Nippo-Vini Fantini-Faizanè \| + 0 s \| \| \| 4.º \| Park Keon-woo \| LX Cycling Team \| + 0 s \| \| \| 5.º \| Martin Laas \| Illuminate \| + 0 s \| \| \| 6.º \| Jensen Plowright \| Drapac-Cannondale Holistic Development \| + 0 s \| \| \| 7.º \| Kosuke Takeyama \| Team Ukyo \| + 0 s \| \| \| 8.º \| Dominic Perez \| 7 Eleven Cliqq-air21 by Roadbike Philippines \| + 0 s \| \| \| 9.º \| Hyeon-Seok Kim \| Seoul Cycling Team \| + 0 s \| \| \| 10.º \| Warut Paekrathok \| Tailandia \| + 0 s \| \| |                  |                                              |                 |
| |                  |                                              |                 |
| Fuente: ProCyclingStats |                  |                                              |                 |
| Clasificación de la etapa |                  |                                              |                 |
| Ciclista | Ciclista         | Equipo                                       | Tiempo          |
| 1.º | Park Sang-hoon   | LX Cycling Team                              | 4 h 21 min 12 s |
| 2.º | Wang Junyong     | Hengxiang Cycling Team                       | + 0 s           |
| 3.º | Giovanni Lonardi | Nippo-Vini Fantini-Faizanè                   | + 0 s           |
| 4.º | Park Keon-woo    | LX Cycling Team                              | + 0 s           |
| 5.º | Martin Laas      | Illuminate                                   | + 0 s           |
| 6.º | Jensen Plowright | Drapac-Cannondale Holistic Development       | + 0 s           |
| 7.º | Kosuke Takeyama  | Team Ukyo                                    | + 0 s           |
| 8.º | Dominic Perez    | 7 Eleven Cliqq-air21 by Roadbike Philippines | + 0 s           |
| 9.º | Hyeon-Seok Kim   | Seoul Cycling Team                           | + 0 s           |
| 10.º | Warut Paekrathok | Tailandia                                    | + 0 s           |

| \| Clasificación general \| Clasificación general \| Clasificación general \| Clasificación general \| Clasificación general \| \| Ciclista \| Ciclista \| Equipo \| Tiempo \| \| \| --------------------- \| ------------------------ \| -------------------------------------------- \| --------------------- \| --------------------- \| \| 1.º \| Giovanni Lonardi \| Nippo-Vini Fantini-Faizanè \| 7 h 58 min 52 s \| \| \| 2.º \| Park Sang-hoon \| LX Cycling Team \| + 4 s \| \| \| 3.º \| Yuan Tang Peng \| China Taipéi \| + 8 s \| \| \| 4.º \| Jensen Plowright \| Drapac-Cannondale Holistic Development \| + 10 s \| \| \| 5.º \| Peerapol Chawchiangkwang \| Thailand Continental Cycling Team \| + 10 s \| \| \| 6.º \| Ma Guangtong \| Hengxiang Cycling Team \| + 11 s \| \| \| 7.º \| Liam White \| Drapac-Cannondale Holistic Development \| + 12 s \| \| \| 8.º \| Maral-Erdene Batmunkh \| Terengganu Inc-TSG Cycling Team \| + 12 s \| \| \| 9.º \| Ryan Cavanagh \| St George Continental Cycling Team \| + 12 s \| \| \| 10.º \| Dominic Perez \| 7 Eleven Cliqq-air21 by Roadbike Philippines \| + 14 s \| \| |                          |                                              |                 |
| |                          |                                              |                 |
| Fuente: ProCyclingStats |                          |                                              |                 |
| Clasificación general |                          |                                              |                 |
| Ciclista | Ciclista                 | Equipo                                       | Tiempo          |
| 1.º | Giovanni Lonardi         | Nippo-Vini Fantini-Faizanè                   | 7 h 58 min 52 s |
| 2.º | Park Sang-hoon           | LX Cycling Team                              | + 4 s           |
| 3.º | Yuan Tang Peng           | China Taipéi                                 | + 8 s           |
| 4.º | Jensen Plowright         | Drapac-Cannondale Holistic Development       | + 10 s          |
| 5.º | Peerapol Chawchiangkwang | Thailand Continental Cycling Team            | + 10 s          |
| 6.º | Ma Guangtong             | Hengxiang Cycling Team                       | + 11 s          |
| 7.º | Liam White               | Drapac-Cannondale Holistic Development       | + 12 s          |
| 8.º | Maral-Erdene Batmunkh    | Terengganu Inc-TSG Cycling Team              | + 12 s          |
| 9.º | Ryan Cavanagh            | St George Continental Cycling Team           | + 12 s          |
| 10.º | Dominic Perez            | 7 Eleven Cliqq-air21 by Roadbike Philippines | + 14 s          |

### 3.ª etapa
Nan – Nan (199,7 km)
| \| Clasificación de la etapa \| Clasificación de la etapa \| Clasificación de la etapa \| Clasificación de la etapa \| Clasificación de la etapa \| \| Ciclista \| Ciclista \| Equipo \| Tiempo \| \| \| ------------------------- \| ------------------------- \| -------------------------------------------- \| ------------------------- \| ------------------------- \| \| 1.º \| Ryan Cavanagh \| St George Continental Cycling Team \| 5 h 48 min 21 s \| \| \| 2.º \| Marcos García \| Kinan Cycling Team \| + 4 min 49 s \| \| \| 3.º \| Salvador Guardiola \| Kinan Cycling Team \| + 5 min 53 s \| \| \| 4.º \| Jung Woo-ho \| Seoul Cycling Team \| + 6 min 16 s \| \| \| 5.º \| Ryan Thomas \| Drapac-Cannondale Holistic Development \| + 6 min 22 s \| \| \| 6.º \| Corbin Strong \| St George Continental Cycling Team \| + 6 min 22 s \| \| \| 7.º \| Marcelo Felipe Hernández \| 7 Eleven Cliqq-air21 by Roadbike Philippines \| + 6 min 22 s \| \| \| 8.º \| Thomas Lebas \| Kinan Cycling Team \| + 6 min 22 s \| \| \| 9.º \| Naoya Yoshioka \| Team Ukyo \| + 6 min 22 s \| \| \| 10.º \| Sebastian Berwick \| St George Continental Cycling Team \| + 6 min 22 s \| \| |                          |                                              |                 |
| |                          |                                              |                 |
| Fuente: ProCyclingStats |                          |                                              |                 |
| Clasificación de la etapa |                          |                                              |                 |
| Ciclista | Ciclista                 | Equipo                                       | Tiempo          |
| 1.º | Ryan Cavanagh            | St George Continental Cycling Team           | 5 h 48 min 21 s |
| 2.º | Marcos García            | Kinan Cycling Team                           | + 4 min 49 s    |
| 3.º | Salvador Guardiola       | Kinan Cycling Team                           | + 5 min 53 s    |
| 4.º | Jung Woo-ho              | Seoul Cycling Team                           | + 6 min 16 s    |
| 5.º | Ryan Thomas              | Drapac-Cannondale Holistic Development       | + 6 min 22 s    |
| 6.º | Corbin Strong            | St George Continental Cycling Team           | + 6 min 22 s    |
| 7.º | Marcelo Felipe Hernández | 7 Eleven Cliqq-air21 by Roadbike Philippines | + 6 min 22 s    |
| 8.º | Thomas Lebas             | Kinan Cycling Team                           | + 6 min 22 s    |
| 9.º | Naoya Yoshioka           | Team Ukyo                                    | + 6 min 22 s    |
| 10.º | Sebastian Berwick        | St George Continental Cycling Team           | + 6 min 22 s    |

| \| Clasificación general \| Clasificación general \| Clasificación general \| Clasificación general \| Clasificación general \| \| Ciclista \| Ciclista \| Equipo \| Tiempo \| \| \| --------------------- \| ------------------------ \| -------------------------------------------- \| --------------------- \| --------------------- \| \| 1.º \| Ryan Cavanagh \| St George Continental Cycling Team \| 13 h 47 min 15 s \| \| \| 2.º \| Marcos García \| Kinan Cycling Team \| + 4 min 55 s \| \| \| 3.º \| Salvador Guardiola \| Kinan Cycling Team \| + 6 min 01 s \| \| \| 4.º \| Jung Woo-ho \| Seoul Cycling Team \| + 6 min 28 s \| \| \| 5.º \| Corbin Strong \| St George Continental Cycling Team \| + 6 min 34 s \| \| \| 6.º \| Marcelo Felipe Hernández \| 7 Eleven Cliqq-air21 by Roadbike Philippines \| + 6 min 34 s \| \| \| 7.º \| Thomas Lebas \| Kinan Cycling Team \| + 6 min 34 s \| \| \| 8.º \| Hiroki Nishimura \| Nippo-Vini Fantini-Faizanè \| + 6 min 34 s \| \| \| 9.º \| Sebastian Berwick \| St George Continental Cycling Team \| + 6 min 34 s \| \| \| 10.º \| Naoya Yoshioka \| Team Ukyo \| + 6 min 34 s \| \| |                          |                                              |                  |
| |                          |                                              |                  |
| Fuente: ProCyclingStats |                          |                                              |                  |
| Clasificación general |                          |                                              |                  |
| Ciclista | Ciclista                 | Equipo                                       | Tiempo           |
| 1.º | Ryan Cavanagh            | St George Continental Cycling Team           | 13 h 47 min 15 s |
| 2.º | Marcos García            | Kinan Cycling Team                           | + 4 min 55 s     |
| 3.º | Salvador Guardiola       | Kinan Cycling Team                           | + 6 min 01 s     |
| 4.º | Jung Woo-ho              | Seoul Cycling Team                           | + 6 min 28 s     |
| 5.º | Corbin Strong            | St George Continental Cycling Team           | + 6 min 34 s     |
| 6.º | Marcelo Felipe Hernández | 7 Eleven Cliqq-air21 by Roadbike Philippines | + 6 min 34 s     |
| 7.º | Thomas Lebas             | Kinan Cycling Team                           | + 6 min 34 s     |
| 8.º | Hiroki Nishimura         | Nippo-Vini Fantini-Faizanè                   | + 6 min 34 s     |
| 9.º | Sebastian Berwick        | St George Continental Cycling Team           | + 6 min 34 s     |
| 10.º | Naoya Yoshioka           | Team Ukyo                                    | + 6 min 34 s     |

### 4.ª etapa
Nan – Phayao (145,5 km)
| \| Clasificación de la etapa \| Clasificación de la etapa \| Clasificación de la etapa \| Clasificación de la etapa \| Clasificación de la etapa \| \| Ciclista \| Ciclista \| Equipo \| Tiempo \| \| \| ------------------------- \| ------------------------- \| --------------------------------- \| ------------------------- \| ------------------------- \| \| 1.º \| Maral-Erdene Batmunkh \| Terengganu Inc-TSG Cycling Team \| 3 h 50 min 30 s \| \| \| 2.º \| Félix Barón \| Illuminate \| + 1 s \| \| \| 3.º \| Thomas Lebas \| Kinan Cycling Team \| + 1 s \| \| \| 4.º \| Sarawut Sirironnachai \| Thailand Continental Cycling Team \| + 1 s \| \| \| 5.º \| Florian Hudry \| Interpro Cycling Academy \| + 4 s \| \| \| 6.º \| Camilo Castiblanco \| Illuminate \| + 7 s \| \| \| 7.º \| Muhammad Abdurrahman \| KFC Cycling Team \| + 8 s \| \| \| 8.º \| Wang Junyong \| Hengxiang Cycling Team \| + 1 min 17 s \| \| \| 9.º \| Yuan Tang Peng \| China Taipéi \| + 1 min 17 s \| \| \| 10.º \| Giovanni Lonardi \| Nippo-Vini Fantini-Faizanè \| + 1 min 17 s \| \| |                       |                                   |                 |
| |                       |                                   |                 |
| Fuente: ProCyclingStats |                       |                                   |                 |
| Clasificación de la etapa |                       |                                   |                 |
| Ciclista | Ciclista              | Equipo                            | Tiempo          |
| 1.º | Maral-Erdene Batmunkh | Terengganu Inc-TSG Cycling Team   | 3 h 50 min 30 s |
| 2.º | Félix Barón           | Illuminate                        | + 1 s           |
| 3.º | Thomas Lebas          | Kinan Cycling Team                | + 1 s           |
| 4.º | Sarawut Sirironnachai | Thailand Continental Cycling Team | + 1 s           |
| 5.º | Florian Hudry         | Interpro Cycling Academy          | + 4 s           |
| 6.º | Camilo Castiblanco    | Illuminate                        | + 7 s           |
| 7.º | Muhammad Abdurrahman  | KFC Cycling Team                  | + 8 s           |
| 8.º | Wang Junyong          | Hengxiang Cycling Team            | + 1 min 17 s    |
| 9.º | Yuan Tang Peng        | China Taipéi                      | + 1 min 17 s    |
| 10.º | Giovanni Lonardi      | Nippo-Vini Fantini-Faizanè        | + 1 min 17 s    |

| \| Clasificación general \| Clasificación general \| Clasificación general \| Clasificación general \| Clasificación general \| \| Ciclista \| Ciclista \| Equipo \| Tiempo \| \| \| --------------------- \| ------------------------ \| -------------------------------------------- \| --------------------- \| --------------------- \| \| 1.º \| Ryan Cavanagh \| St George Continental Cycling Team \| 17 h 39 min 02 s \| \| \| 2.º \| Marcos García \| Kinan Cycling Team \| + 4 min 55 s \| \| \| 3.º \| Thomas Lebas \| Kinan Cycling Team \| + 5 min 11 s \| \| \| 4.º \| Salvador Guardiola \| Kinan Cycling Team \| + 6 min 01 s \| \| \| 5.º \| Jung Woo-ho \| Seoul Cycling Team \| + 6 min 28 s \| \| \| 6.º \| Marcelo Felipe Hernández \| 7 Eleven Cliqq-air21 by Roadbike Philippines \| + 6 min 34 s \| \| \| 7.º \| Corbin Strong \| St George Continental Cycling Team \| + 6 min 34 s \| \| \| 8.º \| Hiroki Nishimura \| Nippo-Vini Fantini-Faizanè \| + 6 min 34 s \| \| \| 9.º \| Naoya Yoshioka \| Team Ukyo \| + 6 min 34 s \| \| \| 10.º \| Sebastian Berwick \| St George Continental Cycling Team \| + 6 min 34 s \| \| |                          |                                              |                  |
| |                          |                                              |                  |
| Fuente: ProCyclingStats |                          |                                              |                  |
| Clasificación general |                          |                                              |                  |
| Ciclista | Ciclista                 | Equipo                                       | Tiempo           |
| 1.º | Ryan Cavanagh            | St George Continental Cycling Team           | 17 h 39 min 02 s |
| 2.º | Marcos García            | Kinan Cycling Team                           | + 4 min 55 s     |
| 3.º | Thomas Lebas             | Kinan Cycling Team                           | + 5 min 11 s     |
| 4.º | Salvador Guardiola       | Kinan Cycling Team                           | + 6 min 01 s     |
| 5.º | Jung Woo-ho              | Seoul Cycling Team                           | + 6 min 28 s     |
| 6.º | Marcelo Felipe Hernández | 7 Eleven Cliqq-air21 by Roadbike Philippines | + 6 min 34 s     |
| 7.º | Corbin Strong            | St George Continental Cycling Team           | + 6 min 34 s     |
| 8.º | Hiroki Nishimura         | Nippo-Vini Fantini-Faizanè                   | + 6 min 34 s     |
| 9.º | Naoya Yoshioka           | Team Ukyo                                    | + 6 min 34 s     |
| 10.º | Sebastian Berwick        | St George Continental Cycling Team           | + 6 min 34 s     |

### 5.ª etapa
Phayao – Lampang (164,3 km)
| \| Clasificación de la etapa \| Clasificación de la etapa \| Clasificación de la etapa \| Clasificación de la etapa \| Clasificación de la etapa \| \| Ciclista \| Ciclista \| Equipo \| Tiempo \| \| \| ------------------------- \| ------------------------- \| --------------------------------- \| ------------------------- \| ------------------------- \| \| 1.º \| Sarawut Sirironnachai \| Thailand Continental Cycling Team \| 3 h 54 min 35 s \| \| \| 2.º \| Camilo Castiblanco \| Illuminate \| + 0 s \| \| \| 3.º \| Gong Hyo-suk \| LX Cycling Team \| + 0 s \| \| \| 4.º \| Mideum Joo \| Seoul Cycling Team \| + 0 s \| \| \| 5.º \| Phuchong Sai-udomsin \| Thailand Continental Cycling Team \| + 6 s \| \| \| 6.º \| Martin Laas \| Illuminate \| + 16 s \| \| \| 7.º \| Abdul Gani \| KFC Cycling Team \| + 16 s \| \| \| 8.º \| Irwandie Lakasek \| Terengganu Inc-TSG Cycling Team \| + 16 s \| \| \| 9.º \| Giovanni Lonardi \| Nippo-Vini Fantini-Faizanè \| + 16 s \| \| \| 10.º \| Matvey Nikitin \| Vino-Astana Motors \| + 16 s \| \| |                       |                                   |                 |
| |                       |                                   |                 |
| Fuente: ProCyclingStats |                       |                                   |                 |
| Clasificación de la etapa |                       |                                   |                 |
| Ciclista | Ciclista              | Equipo                            | Tiempo          |
| 1.º | Sarawut Sirironnachai | Thailand Continental Cycling Team | 3 h 54 min 35 s |
| 2.º | Camilo Castiblanco    | Illuminate                        | + 0 s           |
| 3.º | Gong Hyo-suk          | LX Cycling Team                   | + 0 s           |
| 4.º | Mideum Joo            | Seoul Cycling Team                | + 0 s           |
| 5.º | Phuchong Sai-udomsin  | Thailand Continental Cycling Team | + 6 s           |
| 6.º | Martin Laas           | Illuminate                        | + 16 s          |
| 7.º | Abdul Gani            | KFC Cycling Team                  | + 16 s          |
| 8.º | Irwandie Lakasek      | Terengganu Inc-TSG Cycling Team   | + 16 s          |
| 9.º | Giovanni Lonardi      | Nippo-Vini Fantini-Faizanè        | + 16 s          |
| 10.º | Matvey Nikitin        | Vino-Astana Motors                | + 16 s          |

| \| Clasificación general \| Clasificación general \| Clasificación general \| Clasificación general \| Clasificación general \| \| Ciclista \| Ciclista \| Equipo \| Tiempo \| \| \| --------------------- \| ------------------------ \| -------------------------------------------- \| --------------------- \| --------------------- \| \| 1.º \| Ryan Cavanagh \| St George Continental Cycling Team \| 21 h 33 min 53 s \| \| \| 2.º \| Marcos García \| Kinan Cycling Team \| + 4 min 55 s \| \| \| 3.º \| Thomas Lebas \| Kinan Cycling Team \| + 5 min 11 s \| \| \| 4.º \| Salvador Guardiola \| Kinan Cycling Team \| + 6 min 01 s \| \| \| 5.º \| Jung Woo-ho \| Seoul Cycling Team \| + 6 min 28 s \| \| \| 6.º \| Marcelo Felipe Hernández \| 7 Eleven Cliqq-air21 by Roadbike Philippines \| + 6 min 34 s \| \| \| 7.º \| Corbin Strong \| St George Continental Cycling Team \| + 6 min 34 s \| \| \| 8.º \| Hiroki Nishimura \| Nippo-Vini Fantini-Faizanè \| + 6 min 34 s \| \| \| 9.º \| Naoya Yoshioka \| Team Ukyo \| + 6 min 34 s \| \| \| 10.º \| Sebastian Berwick \| St George Continental Cycling Team \| + 6 min 34 s \| \| |                          |                                              |                  |
| |                          |                                              |                  |
| Fuente: ProCyclingStats |                          |                                              |                  |
| Clasificación general |                          |                                              |                  |
| Ciclista | Ciclista                 | Equipo                                       | Tiempo           |
| 1.º | Ryan Cavanagh            | St George Continental Cycling Team           | 21 h 33 min 53 s |
| 2.º | Marcos García            | Kinan Cycling Team                           | + 4 min 55 s     |
| 3.º | Thomas Lebas             | Kinan Cycling Team                           | + 5 min 11 s     |
| 4.º | Salvador Guardiola       | Kinan Cycling Team                           | + 6 min 01 s     |
| 5.º | Jung Woo-ho              | Seoul Cycling Team                           | + 6 min 28 s     |
| 6.º | Marcelo Felipe Hernández | 7 Eleven Cliqq-air21 by Roadbike Philippines | + 6 min 34 s     |
| 7.º | Corbin Strong            | St George Continental Cycling Team           | + 6 min 34 s     |
| 8.º | Hiroki Nishimura         | Nippo-Vini Fantini-Faizanè                   | + 6 min 34 s     |
| 9.º | Naoya Yoshioka           | Team Ukyo                                    | + 6 min 34 s     |
| 10.º | Sebastian Berwick        | St George Continental Cycling Team           | + 6 min 34 s     |

### 6.ª etapa
Lampang – Chiang Mai (116 km)
| \| Clasificación de la etapa \| Clasificación de la etapa \| Clasificación de la etapa \| Clasificación de la etapa \| Clasificación de la etapa \| \| Ciclista \| Ciclista \| Equipo \| Tiempo \| \| \| ------------------------- \| ------------------------- \| --------------------------------- \| ------------------------- \| ------------------------- \| \| 1.º \| Martin Laas \| Illuminate \| 2 h 33 min 23 s \| \| \| 2.º \| Giovanni Lonardi \| Nippo-Vini Fantini-Faizanè \| + 0 s \| \| \| 3.º \| Imerio Cima \| Nippo-Vini Fantini-Faizanè \| + 0 s \| \| \| 4.º \| Kosuke Takeyama \| Team Ukyo \| + 0 s \| \| \| 5.º \| Irwandie Lakasek \| Terengganu Inc-TSG Cycling Team \| + 0 s \| \| \| 6.º \| Park Sang-hong \| LX Cycling Team \| + 0 s \| \| \| 7.º \| Matvey Nikitin \| Vino-Astana Motors \| + 0 s \| \| \| 8.º \| Park Keon-woo \| LX Cycling Team \| + 0 s \| \| \| 9.º \| Sarawut Sirironnachai \| Thailand Continental Cycling Team \| + 0 s \| \| \| 10.º \| Alexey Voloshin \| Vino-Astana Motors \| + 0 s \| \| |                       |                                   |                 |
| |                       |                                   |                 |
| Fuente: ProCyclingStats |                       |                                   |                 |
| Clasificación de la etapa |                       |                                   |                 |
| Ciclista | Ciclista              | Equipo                            | Tiempo          |
| 1.º | Martin Laas           | Illuminate                        | 2 h 33 min 23 s |
| 2.º | Giovanni Lonardi      | Nippo-Vini Fantini-Faizanè        | + 0 s           |
| 3.º | Imerio Cima           | Nippo-Vini Fantini-Faizanè        | + 0 s           |
| 4.º | Kosuke Takeyama       | Team Ukyo                         | + 0 s           |
| 5.º | Irwandie Lakasek      | Terengganu Inc-TSG Cycling Team   | + 0 s           |
| 6.º | Park Sang-hong        | LX Cycling Team                   | + 0 s           |
| 7.º | Matvey Nikitin        | Vino-Astana Motors                | + 0 s           |
| 8.º | Park Keon-woo         | LX Cycling Team                   | + 0 s           |
| 9.º | Sarawut Sirironnachai | Thailand Continental Cycling Team | + 0 s           |
| 10.º | Alexey Voloshin       | Vino-Astana Motors                | + 0 s           |

## Clasificaciones finales
Las clasificaciones finalizaron de la siguiente forma:

### Clasificación general
| \| Clasificación general \| Clasificación general \| Clasificación general \| Clasificación general \| Clasificación general \| \| Ciclista \| Ciclista \| Equipo \| Tiempo \| \| \| --------------------- \| ------------------------ \| -------------------------------------------- \| --------------------- \| --------------------- \| \| 1.º \| Ryan Cavanagh \| St George Continental Cycling Team \| 24 h 07 min 16 s \| \| \| 2.º \| Marcos García \| Kinan Cycling Team \| + 4 min 55 s \| \| \| 3.º \| Thomas Lebas \| Kinan Cycling Team \| + 5 min 11 s \| \| \| 4.º \| Salvador Guardiola \| Kinan Cycling Team \| + 6 min 01 s \| \| \| 5.º \| Jung Woo-ho \| Seoul Cycling Team \| + 6 min 28 s \| \| \| 6.º \| Naoya Yoshioka \| Team Ukyo \| + 6 min 33 s \| \| \| 7.º \| Marcelo Felipe Hernández \| 7 Eleven Cliqq-air21 by Roadbike Philippines \| + 6 min 34 s \| \| \| 8.º \| Corbin Strong \| St George Continental Cycling Team \| + 6 min 34 s \| \| \| 9.º \| Hiroki Nishimura \| Nippo-Vini Fantini-Faizanè \| + 6 min 34 s \| \| \| 10.º \| Sebastian Berwick \| St George Continental Cycling Team \| + 6 min 34 s \| \| |                          |                                              |                  |
| |                          |                                              |                  |
| Fuente: ProCyclingStats |                          |                                              |                  |
| Clasificación general |                          |                                              |                  |
| Ciclista | Ciclista                 | Equipo                                       | Tiempo           |
| 1.º | Ryan Cavanagh            | St George Continental Cycling Team           | 24 h 07 min 16 s |
| 2.º | Marcos García            | Kinan Cycling Team                           | + 4 min 55 s     |
| 3.º | Thomas Lebas             | Kinan Cycling Team                           | + 5 min 11 s     |
| 4.º | Salvador Guardiola       | Kinan Cycling Team                           | + 6 min 01 s     |
| 5.º | Jung Woo-ho              | Seoul Cycling Team                           | + 6 min 28 s     |
| 6.º | Naoya Yoshioka           | Team Ukyo                                    | + 6 min 33 s     |
| 7.º | Marcelo Felipe Hernández | 7 Eleven Cliqq-air21 by Roadbike Philippines | + 6 min 34 s     |
| 8.º | Corbin Strong            | St George Continental Cycling Team           | + 6 min 34 s     |
| 9.º | Hiroki Nishimura         | Nippo-Vini Fantini-Faizanè                   | + 6 min 34 s     |
| 10.º | Sebastian Berwick        | St George Continental Cycling Team           | + 6 min 34 s     |

### Clasificación por puntos
| Clasificación por puntos | Clasificación por puntos | Clasificación por puntos               | Clasificación por puntos | Clasificación por puntos |
| Ciclista                 | Ciclista                 | Equipo                                 | Puntos                   |                          |
| ------------------------ | ------------------------ | -------------------------------------- | ------------------------ | ------------------------ |
| 1.º                      | Giovanni Lonardi         | Nippo-Vini Fantini-Faizanè             | 61 pts                   |                          |
| 2.º                      | Sarawut Sirironnachai    | Thailand Continental Cycling Team      | 46 pts                   |                          |
| 3.º                      | Yuan Tang Peng           | China Taipéi                           | 40 pts                   |                          |
| 4.º                      | Martin Laas              | Illuminate                             | 39 pts                   |                          |
| 5.º                      | Jensen Plowright         | Drapac-Cannondale Holistic Development | 36 pts                   |                          |
| 6.º                      | Irwandie Lakasek         | Terengganu Inc-TSG Cycling Team        | 33 pts                   |                          |
| 7.º                      | Thomas Lebas             | Kinan Cycling Team                     | 26 pts                   |                          |
| 8.º                      | Camilo Castiblanco       | Illuminate                             | 25 pts                   |                          |
| 9.º                      | Imerio Cima              | Nippo-Vini Fantini-Faizanè             | 25 pts                   |                          |
| 10.º                     | Wang Junyong             | Hengxiang Cycling Team                 | 25 pts                   |                          |

### Clasificación de la montaña
| Clasificación de la montaña | Clasificación de la montaña | Clasificación de la montaña                  | Clasificación de la montaña | Clasificación de la montaña |
| Ciclista                    | Ciclista                    | Equipo                                       | Puntos                      |                             |
| --------------------------- | --------------------------- | -------------------------------------------- | --------------------------- | --------------------------- |
| 1.º                         | Félix Barón                 | Illuminate                                   | 86 pts                      |                             |
| 2.º                         | Ryan Cavanagh               | St George Continental Cycling Team           | 53 pts                      |                             |
| 3.º                         | Rodolfo Torres              | Illuminate                                   | 34 pts                      |                             |
| 4.º                         | Sarawut Sirironnachai       | Thailand Continental Cycling Team            | 32 pts                      |                             |
| 5.º                         | Thomas Lebas                | Kinan Cycling Team                           | 24 pts                      |                             |
| 6.º                         | Marcelo Felipe Hernández    | 7 Eleven Cliqq-air21 by Roadbike Philippines | 24 pts                      |                             |
| 7.º                         | Marcos García               | Kinan Cycling Team                           | 22 pts                      |                             |
| 8.º                         | Florian Hudry               | Interpro Cycling Academy                     | 21 pts                      |                             |
| 9.º                         | Camilo Castiblanco          | Illuminate                                   | 21 pts                      |                             |
| 10.º                        | Gong Hyo-suk                | LX Cycling Team                              | 20 pts                      |                             |

### Clasificación por equipos
| Clasificación por equipos | Clasificación por equipos          | Clasificación por equipos | Clasificación por equipos |
| Equipo                    | Equipo                             | Tiempo                    |                           |
| ------------------------- | ---------------------------------- | ------------------------- | ------------------------- |
| 1.º                       | St George Continental Cycling Team | 72 h 35 min 08 s          |                           |
| 2.º                       | Kinan Cycling Team                 | + 3 min 04 s              |                           |
| 3.º                       | Seoul Cycling Team                 | + 19 min 25 s             |                           |
| 4.º                       | LX Cycling Team                    | + 21 min 32 s             |                           |
| 5.º                       | Interpro Cycling Academy           | + 26 min 43 s             |                           |
| 6.º                       | Team Sauerland NRW p/b SKS GERMANY | + 31 min 05 s             |                           |
| 7.º                       | Thailand Continental               | + 33 min 46 s             |                           |
| 8.º                       | Nippo Vini Fantini Faizanè         | + 39 min 09 s             |                           |
| 9.º                       | Team Ukyo                          | + 58 min 35 s             |                           |
| 10.º                      | Terengganu Inc-TSG Cycling Team    | + 1 h 16 min 14 s         |                           |

## Evolución de las clasificaciones
| Etapa                   | Vencedor                | Clasificación general | Clasificación por puntos | Clasificación de la montaña | Clasificación mejor asiático | Clasificación por equipos  |
| ----------------------- | ----------------------- | --------------------- | ------------------------ | --------------------------- | ---------------------------- | -------------------------- |
| 1.ª                     | Giovanni Lonardi        | Giovanni Lonardi      | Yuan Tang Peng           | no entregado                | Irwandie Lakasek             | Nippo-Vini Fantini-Faizanè |
| 2.ª                     | Park Sang-hoon          | Giovanni Lonardi      | Giovanni Lonardi         | Guangtong Ma                | Park Sang-hoon               | Nippo-Vini Fantini-Faizanè |
| 3.ª                     | Ryan Cavanagh           | Ryan Cavanagh         | Giovanni Lonardi         | Ryan Cavanagh               | Jung Woo-ho                  | St George Continental      |
| 4.ª                     | Maral-Erdene Batmunkh   | Ryan Cavanagh         | Giovanni Lonardi         | Ryan Cavanagh               | Jung Woo-ho                  | St George Continental      |
| 5.ª                     | Sarawut Sirironnachai   | Ryan Cavanagh         | Giovanni Lonardi         | Félix Barón                 | Jung Woo-ho                  | St George Continental      |
| 6.ª                     | Martin Laas             | Ryan Cavanagh         | Giovanni Lonardi         | Félix Barón                 | Jung Woo-ho                  | St George Continental      |
| Clasificaciones finales | Clasificaciones finales | Ryan Cavanagh         | Giovanni Lonardi         | Félix Barón                 | Jung Woo-ho                  | St George Continental      |

## UCI World Ranking
El Tour de Tailandia otorgó puntos para el UCI World Ranking para corredores de los equipos en las categorías UCI WorldTeam, Profesional Continental y Equipos Continentales. Las siguientes tablas muestran el baremo de puntuación y los 10 corredores que obtuvieron más puntos:
| Posición              | 1.º | 2.º | 3.º | 4.º | 5.º | 6.º | 7.º | 8.º | 9.º | 10.º | 11.º | 12.º | 13.º-15.º | 16.º-25.º |
| Clasificación general | 125 | 85  | 70  | 60  | 50  | 40  | 35  | 30  | 25  | 20   | 15   | 10   | 5         | 3         |
| Por etapa             | 14  | 5   | 3   |     |     |     |     |     |     |      |      |      |           |           |
| Líder                 | 3   |     |     |     |     |     |     |     |     |      |      |      |           |           |

| Clasificación |                    |                                              |         |       |       |       |
| Posición      | Ciclista           | Equipo                                       | General | Etapa | Líder | Total |
| ------------- | ------------------ | -------------------------------------------- | ------- | ----- | ----- | ----- |
| 1.º           | Ryan Cavanagh      | St George Continental                        | 125     | 14    | 9     | 148   |
| 2.º           | Marcos García      | Kinan                                        | 85      | 5     | -     | 90    |
| 3.º           | Thomas Lebas       | Kinan                                        | 70      | 73    | -     | 73    |
| 4.º           | Salvador Guardiola | Kinan                                        | 60      | 3     | -     | 63    |
| 5.º           | Jung Woo-ho        | Seoul                                        | 50      | -     | -     | 50    |
| 6.º           | Naoya Yoshioka     | Ukyo                                         | 40      | -     | -     | 40    |
| 7.º           | Marcelo Felipe     | 7Eleven Cliqq-Air 21 by Roadbike Philippines | 35      | -     | -     | 35    |
| 8.º           | Corbin Strong      | St George Continental                        | 30      | -     | -     | 30    |
| 9.º           | Giovanni Lonardi   | Nippo-Vini Fantini-Faizanè                   | -       | 22    | 6     | 28    |
| 10.º          | Hiroki Nishimura   | Nippo-Vini Fantini-Faizanè                   | 25      | -     | -     | 25    |